# Nomura Mansai
Nomura Mansai (二世 野村 萬斎?, Nisei Nomura Mansai), pseudonimo di Takeshi Nomura (野村 武司?, Nomura Takeshi; Tokyo, 5 aprile 1966), è un attore giapponese di cinema e televisione, con all'attivo decine di performances, attore di teatro Kyōgen e regista teatrale.

## Biografia
Figlio dell'attore di Kyogen e tesoro nazionale vivente del Giappone Mansaku Nomura II e discendente da una lunga generazione di attori, Takeshi Nomura ha studiato teatro sotto la guida del nonno Manzo Nomura VI, anche lui tesoro nazionale vivente, e del padre. Sua madre, Sakamoto Wakabako, è una poetessa, ed è imparentata con gli scrittori Nagai Kafū e Jun Takami. Questo ha portato Nomura a interessarsi alle forme d'arte contemporanee.
Il debutto di Nomura nel teatro Kyogen è avvenuto nel 1970, all'età di tre anni, nel dramma Quiver of The Monkey. Nel 1974 si è esibito per la prima volta all'estero, alle Hawaii, in Ikui. Nel 1987 ha iniziato a dirigere la compagnia Kyogen Gozaru no Kai, che nelle sue produzioni biennali ha come obiettivo la presentazione del Kyogen in modo più familiare e facile da apprezzare. Oltre a lavorare per diffondere la conoscenza del Kyogen in Giappone e all'estero, si è impegnato nel tentativo di fondere insieme le arti tradizionali e il teatro moderno, la tradizione orientale e quella occidentale, con la convinzione che la semplice riproposta di ciò che si è ereditato è ripetizione, e che la creazione si basi sullo studio di ciò che è stato fatto in passato per realizzare qualcosa di nuovo. È autore di diversi libri sul Kyogen.
Quando frequentava la scuola ha fatto parte di una band musicale, e questo lo ha aiutato ad acquisire il senso del ritmo. Nel 1989 si è laureato all'Università delle arti di Tokyo, per la quale in seguito sarebbe diventato Professore invitato. Nel 1991 ha presentato Machigai no Kyogen (The Kyogen of Errors) a Londra, nell'ambito di un festival dedicato alla cultura giapponese, e l'esperienza è stata fondamentale per il suo approccio a una cultura diversa da quella giapponese.
Nel 1994 ha scelto per sè il nome di Mansai in omaggio al bisnonno. Sempre nel 1994 ha studiato in Inghilterra, presso la Royal Shakespeare Company e altre importanti istituzioni, grazie al patricionio dell'Agenzia per gli Affari Culturali giapponese. Nel 1996 si è sposato con Chieko Nomura. La coppia ha tre figli.
Fra le rappresentazioni teatrali a cui ha preso parte Nomura vi sono Amleto, The Meridian Festival, Edipo re Kuni-nusu-bito (dal Riccardo III di William Shakespeare. Yabu no Naka e Kagamikaja.  Nel 2002 è diventato direttore artistico del Setagaya Public Theatre di Tokyo.
Ha debuttato nel cinema con un ruolo secondario nell'ultimo film epico di Akira Kurosawa del 1985 Ran, in cui ha interpretato Tsurumaru, ragazzo cieco che trascorre la sua vita da eremita suonando il flauto. Da allora è stato scritturato in numerose opere per il cinema e la televisione. Nel 1994 ha interpretato Hana no Ran. In Agri, del 1997, ha ricoperto il ruolo del poeta dadaista Eisuke Yoshiyuki, prestazione che gli ha consentito di vincere numerosi premi. 
Nel 2001 e nel 2003 ha ricoperto il ruolo di Abe no Seimei nei film di Yōjirō Takita Yin-Yang Master, per il quale ha vinto il Blue Ribbon Awards come migliore attore protagonista, e Yin-Yang Master II, tratti dai libri di Baku Yumemakura. Nel 2003 ha iniziato ad apparire regolarmente come ospite nella trasmissione educativa di NHK Nihongo de Asobo.
Nel 2011 MANSAI Bolero, una sperimentale reintepretazione del Boléro di Maurice Ravel secondo la tradizione Kyogen, ha riscosso un enorme successo. Nel 2013 ha realizzato due produzioni con la collaborazione della Japan Society e del Solomon R. Guggenheim Museum: Macbeth, adattamento dell'opera di Shakespeare alle tradizioni del teatro Nō e Kyōgen insieme a cinque attori, interpretato in giapponese con sottotitoli in inglese e Sanbaso, Divine Dance. Per quest'opera, presentata alla rotonda del Guggenheim, ha collaborato con Hiroshi Sugimoto.
Nel 2012 Nomura ha interpretato il ruolo dell'ex Primo ministro del Giappone Fumimaro Konoe nella drammatizzazione televisiva di Yūji Sakamoto Losing and Winning: Shigeru Yoshida, the Man Who Built the Postwar Era. Nel 2016 ha interpretato Godzilla tramite la tecnologia motion capture in Shin Godzilla ed è stato protagonista del film di Shūsuke Kaneko Scanner - Kioku no kakera wo yomu otoko.
Nel 2015 Nomura ha diretto e interpretato Atsushi - Sangetsuki Meijinden, opera in cui si fondono teatro classico e moderno, ricoprendo lo stesso ruolo che nella premiere di dieci anni prima era stato ricoperto da suo padre. Per lo spettacolo si è avvalso della collaborazione di Daito Manabe per l'aspetto visuale. Nel 2018 insieme a suo padre e a suo figlio Yuki Nomura, all'epoca diciottenne, si è esibito nel Sanbaso al Théâtre de la Ville di Parigi nell'ambito dell'evento culturale Japonismes 2018: les âmes en résonance.
Il 30 luglio 2018 Nomura è stato nominato direttore creativo esecutivo dei Giochi Olimpici e Paralimpici di Tokyo 2020. Tra luglio 2018 e dicembre 2020 ha supervisionato la pianificazione delle cerimonie di apertura e chiusura di entrambi i Giochi, prima di dimettersi dal ruolo quando la squadra della cerimonia originale è stata sciolta.
Nel 2020 Nomura ha partecipato al programma educativo di NHK 100 minuti da un famoso libro, per il quale ha letto l'Ise monogatari. In autunno ha trasmesso tre performance Kyogen via streaming. Nell'aprile del 2021 Nomura è stato nominato direttore del Prefectural Music Hall di Kanazawa, nella Prefettura di Ishikawa. Nel 2023 ha scritto e diretto Tiger Cave. Nel 2024 si è esibito al National Kaohsiung Center for the Arts di Taiwan in un'opera classica, Busu, e una contemporanea, Ayu. 
È stato inoltre protagonista della serie televisiva Antieroe e ha iniziato a condurre un programma radiofonico.
Nel 2022 Nomura, insieme allo sceneggiatore Yuichi Kinoshita, ha realizzato un adattamento teatrale secondo gli stili Nō e Kyogen del manga Demon Slayer - Kimetsu no yaiba. Nomura ha nuovamente portato in scena l'opera nel 2025.
Fra il 7 e il 9 marzo 2025 Nomura ha partecipato allo spettacolo Yuzuru Hanyu Notte stellata, dedicato alla memoria del Terremoto e maremoto del Tōhoku del 2011. In un'indedita fusione di Kyogen e pattinaggio su ghiaccio Nomura si è esibito in un palco appositamente collocato al centro della pista insieme al due volte campione olimpico Yuzuru Hanyu, proponendo una nuova versione di MANSAI Bolero e di Seimei.
Fra i premi ricevuti da Nomura ci sono il Kinokuniya Drama Award per la direzione di Atsushi – Sangetsuki, Meijinden nel 2006, la nomina a miglior attore dall'Accademia giapponese per la sua interpretazione nel film del 2012 The Floating Castle, il Kanze Hisao Memorial Noh Award nel 2021 e il Grand Prize al Matsuo Entertainment Awards nel 2022, assegnatogli per la sua abilità nel fondere le arti performative giapponesi classiche e il teatro contemporaneo e per la varietà delle sue opere, compresi i programmi per bambini, i drammi televisivi e i film, mantenendo al centro della sua attività il Kyogen. È inoltre titolare di beni culturali immateriali importanti.

## Filmografia
- Ran, 1985[14][37]
- Yin-Yang Master, 2001[38][37]
- The Yin-Yang Master 2, 2003[38]
- The Floating Castle, 2012[38][37]
- Si alza il vento, 2013 (voce)[39][37]
- Gamba, 2015 (voce)[37][40]
- Shin Godzilla, 2016 (attraverso la motion capture)[19][37]
- Scanner - Kioku no kakera wo yomu otoko, 2016[20]
- Flower and Sword, 2017[38][37]
- The Seven Conferences, 2019[41][37]
- Revolver Lily, 2023[42]
- What If Tokugawa Ieyasu Became Prime Minister?, 2024[43]

## Televisione
- 花の乱 (Hana no Ran), 1994[38]
- あぐり (Agri), 1997[7]
- 蒼天の夢 松陰と晋作・新世紀への挑戦 (Dream of the Blue Sky: Shoin and Shinsaku, Challenge to the New Century), 2000
- 鞍馬天狗 (Kurama Tengu), 2008[44]
- 負けて、勝つ 〜戦後を創った男・吉田茂〜 (Losing and Winning: Shigeru Yoshida, the Man Who Built the Postwar Era), 2012[18]
- オリエント急行殺人事件 (Assassinio sull'Orient Express), 2015[45]
- 黒井戸殺し (L'assassinio di Roger Ackroyd), 2018[46]
- 死との約束 (Appuntamento con la morte), 2018[47]
- 名著103 (Masterpiece 103), 2020. Lettura dell'Ise monogatari.[24]
- ドクターX〜外科医・大門未知子〜 (Doctor-X: Surgeon Michiko Daimon), 2021[48]
- どうする家康 (What Will You Do, Ieyasu?), 2023[49]
- アンチヒーロー (Antieroe), 2024[50][26]

## Teatro
- Amleto.[5]
- Horazamurai, 1991. Adattamento di Le allegre comari di Windsor. Rappresentato, oltre che in Giappone, a Londra, Hong Kong, Adelaide e nel Galles.[2][5]
- Yabu no Naka, 1999. Adattamento di Nel bosco.[2][51]
- Machigai no Kyogen (Kyogen of Errors), 2001. Adattamento di La commedia degli errori. Rappresentato, fra l'altro, allo Shakespeare's Globe di Londra.[2]
- Atsushi – Sangetsuki, Meijinden, 2005.[2]
- Kuninusubito, 2007. Adattamento di Riccardo III.[2]
- Bedge Pardon (ベッジ・パードン), 2011. Basato sui diari di Natsume Sōseki.[52]
- Atsushi - Sangetsuki Meijinden, 2015[21]

## Doppiatori italiani
Nelle versioni in lingua italiana dei suoi film Nomura Mansai è stato doppiato da:
- Massimo Rinaldi in Ran
- Fabrizio Vidale in Yin-Yang Master

Da doppiatore è sostituito da:
- Angelo Maggi in Si alza il vento